# Tục thờ rắn

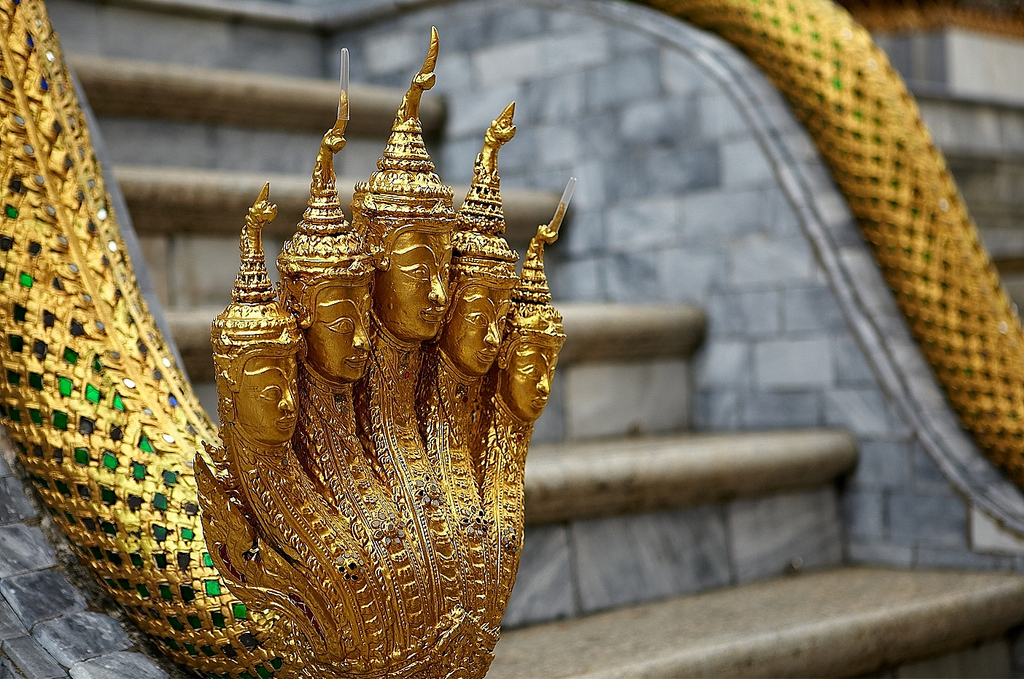
Đền thờ rắn ở Thái Lan

Tục thờ rắn hay tín ngưỡng thờ rắn là các hoạt động thờ phụng loài rắn. Rắn là loài vật được nhiều dân tộc trên thế giới tôn thờ. Hình tượng rắn được thờ phụng ở rất nhiều quốc gia, dưới nhiều hình thức khác nhau, người dân ở khắp các châu lục đều có tôn sùng và thờ phụng rắn. Nhiều nơi trên thế giới, con rắn được thần thánh hóa và tôn thờ và đi vào đời sống tâm linh. Ít có loài vật nào mà ý nghĩa biểu trưng phong phú như loài rắn. Rắn không chỉ là loài động vật sống trên khắp thế giới, nó còn là biểu tượng cho nước, lửa, linh hồn, nhục dục, đa nghi, cái thiện-ác, tà-thần.
Tục thờ rắn là một hình thái tín ngưỡng nguyên thủy, ra đời trong thời kỳ mà con người chưa tách mình ra khỏi tự nhiên, nhận thức về tự nhiên còn thấp, các ý nghĩa biểu trưng của hình tượng rắn phần lớn chính là sự mô phỏng hiện thực tự nhiên. Hình tượng rắn không chỉ xuất hiện trong hầu hết các nền văn hóa mà còn mang nhiều ý nghĩa khác nhau, đôi khi đối lập nhau. Rắn là con vật đa diện, tùy theo quan niệm từng dân tộc và tôn giáo mà nó là loài biểu tượng cho cái ác hay cái thiện, rắn là một hình tượng vô cùng phức tạp và nhiều vẻ.
Hình tượng rắn không chỉ xuất hiện trong hầu hết các nền văn hóa mà còn mang nhiều ý nghĩa khác nhau, đôi khi đối lập nhau. Rắn biểu trưng cho cả giới tính nam lẫn nữ, hay là một vị thần sáng thế, biểu trưng cho vũ trụ thời hỗn mang nhưng đôi khi lại là một thành viên hay vị thần bảo hộ của gia đình, là nguồn nước và cũng là lửa, là vị phúc thần và ác thần, điều tốt và cái xấu, tượng trưng cho sự sống bất tử và cái chết, dương thế và âm ty, sự hủy diệt và tái sinh, nhục dục và tội lỗi.
Với các nước phương Đông, trong một số nền văn hóa, hình tượng rắn có vị trí quan trọng trong thế giới biểu tượng. Rắn thường thể hiện hình ảnh khác nhau như thần hiền, thần ác, điều tốt, điều xấu, sự hủy diệt, tái sinh, tình mẫu tử. Rắn bản năng là động vật hoang dã, nhưng khi con người sống thuận hòa với chúng, cảm hóa được chúng thì rắn hay những loài thú dữ khác cũng trở nên hiền lành thân thiện. Tuy nhiên, trong tiềm thức của con người với những nền văn hóa khác nhau, thì sự tín ngưỡng hay tôn trọng rắn cũng có những cách thể hiện khác nhau.

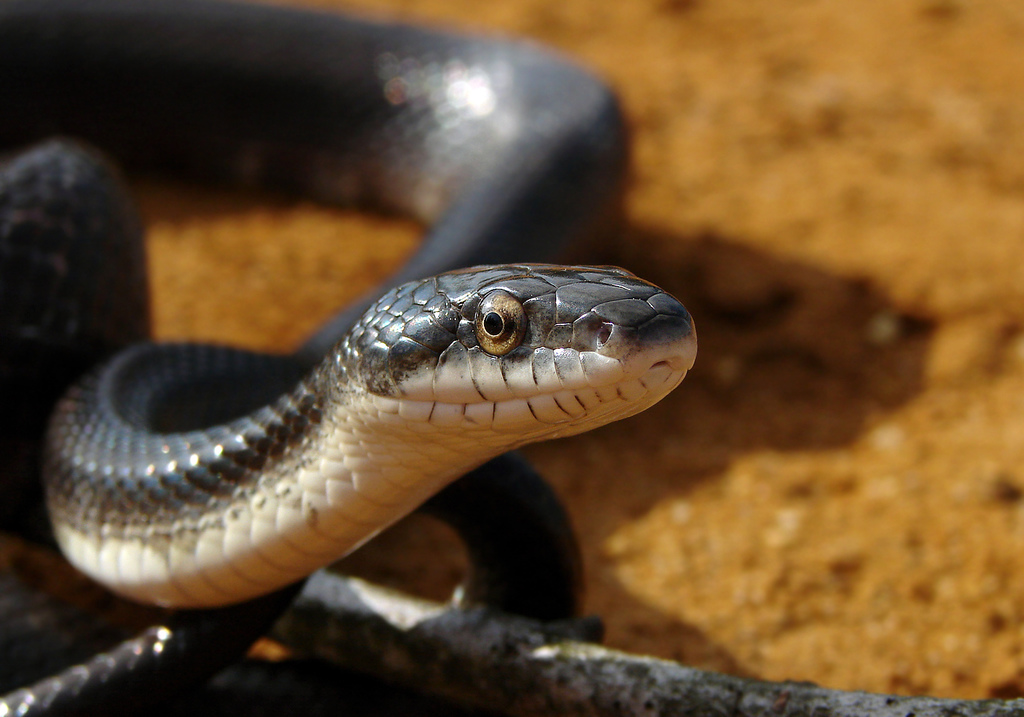
Hình tượng rắn ngóc đầu dậy liên tưởng tới bộ phận sinh dục do đó rắn tượng trưng cho sự sinh sản

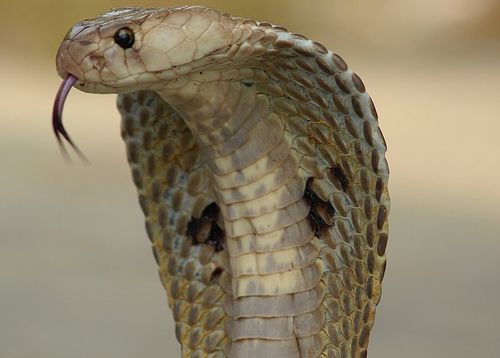
Tiếng rít phì phì của rắn hổ mang liên tưởng đến giông bão, cũng là yếu tố liên quan đến gió và nước

## Lý do thờ rắn
Con người khắp nơi trên trái đất này thờ cúng loài rắn vì nhiều lẽ khác nhau, trong đó có thể thấy những tín lý đáng chú ý là:

### Sự phức tạp

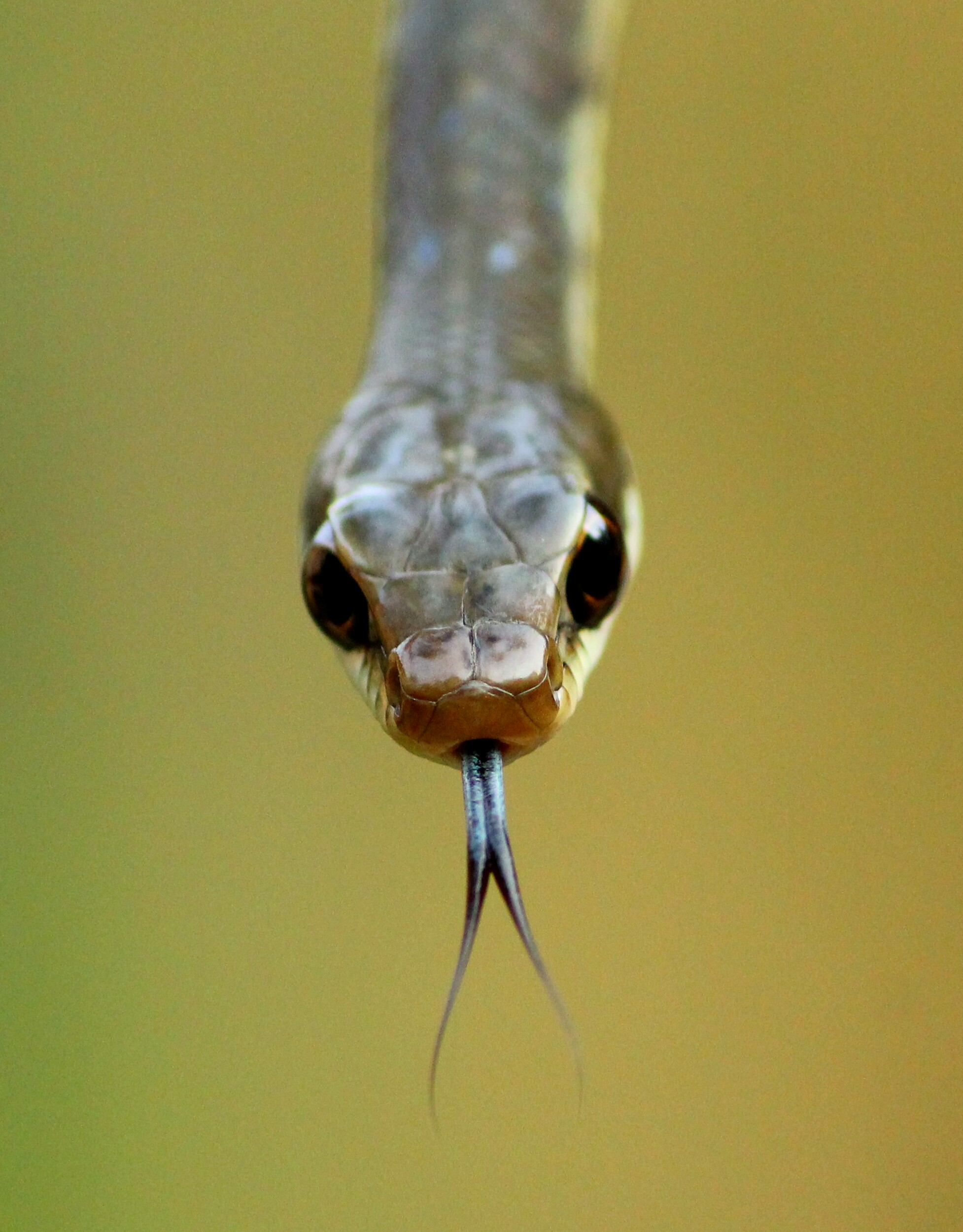
Rắn, biểu tượng cho tín lý đa nghĩa và phức tạp

Ý nghĩa biểu trưng của rắn xuất phát từ chính sự phức tạp của bản thân loài rắn. Đối với con người thì rắn vừa có hại, vừa có lợi (rắn bắt chuột bảo vệ mùa màng, làm thuốc). Ở một số nước, người dân không sợ rắn, họ coi rắn như những người bạn và có thể sống chung, nuôi rắn trong nhà, một số nơi khác, rắn là con vật hiểm ác, đáng sợ, không thân thiện với con người, vì đặc tính đó mà con người thần thánh hóa loài rắn, thờ cúng rắn như một vị thủy thần để cầu thân với rắn, mong muốn không bị rắn làm hại. Việc tôn thờ rắn xuất phát từ các huyền thoại thần rắn lông chim, rắn lông vũ, quái vật nửa người nửa rắn, rắn cầu vồng rất ly kỳ.
Sự có mặt một cách phong phú của rắn từ rất sớm cùng với những đặc tính của nó đã ảnh hưởng đến cuộc sống và nhận thức của người nguyên thủy, nhất là xuất phát từ hình dáng, đặc điểm thực tế của loài vật này. Rắn sống ở hầu hết mọi nơi, có đủ các màu sắc, kích cỡ, có thể sống được ở hầu hết các môi trường tự nhiên, từ trên núi cao đến biển sâu, từ sa mạc đến rừng rậm, trên cây hay dưới đất. Tuy không chân nhưng khả năng di chuyển của rắn rất nhanh mà không gây ra tiếng động, có thể di chuyển nhiều tư thế như bò ngang, thẳng, nửa dưới đất nửa thẳng đứng và có thể thình lình xuất hiện.
Vì rắn là đối tượng rất khó nắm bắt, luôn mang đến cho con người sự ngạc nhiên và bí ẩn, không thể giải thích được, nó trở thành nỗi ám ảnh và kích thích trí tưởng tượng, mong muốn giải thích của người nguyên thủy, nhưng lại không đủ tri thức và sự hiểu biết để giải thích về đối tượng, nên họ thần thánh hóa con vật này và loài rắn thường được thần thánh hóa. Rắn là loài vật gây cảm giác sợ hãi và kính nể, rắn vừa có sức cuốn hút đặc biệt, và cũng như cỗ máy giết người. Trong những câu chuyện giải thích lý do con người tôn thờ rắn, thì loài vật này được miêu tả có hình dáng lạ và có uy lực rất khủng khiếp.

### Sự liên tưởng

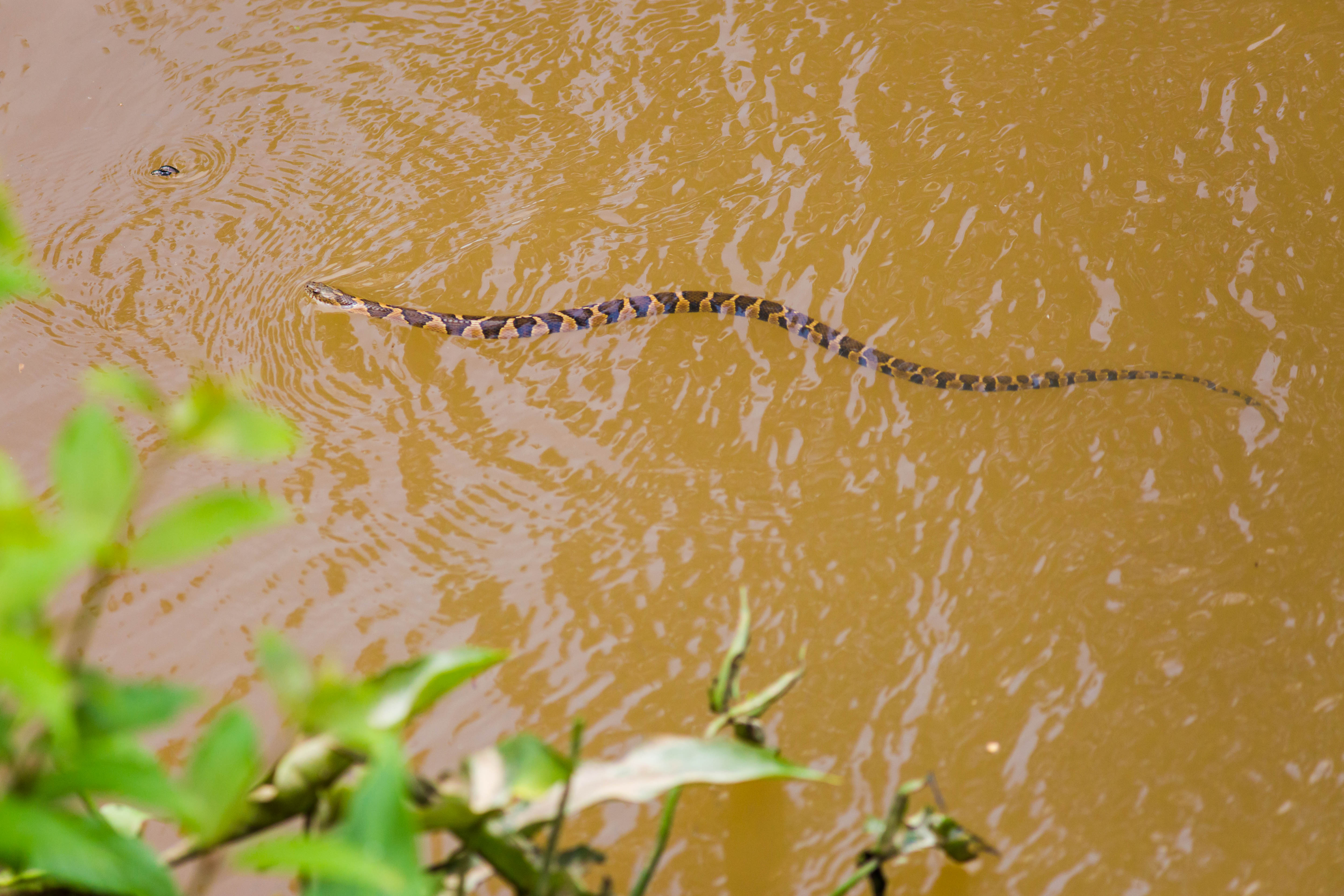
Hình dáng trườn bò của rắn liên tưởng đến những khúc sông uốn lượn quanh co, do đó rắn trở thành biểu tượng của sông nước

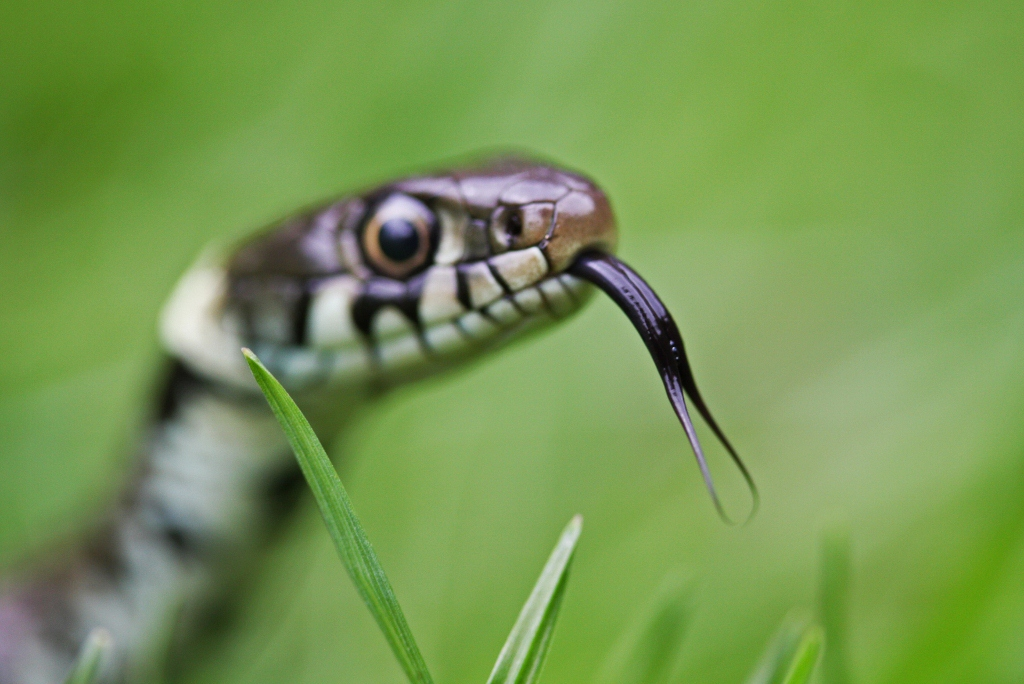
Cái lưỡi chẻ của rắn liên tưởng đến sấm chớp báo hiệu mưa tới

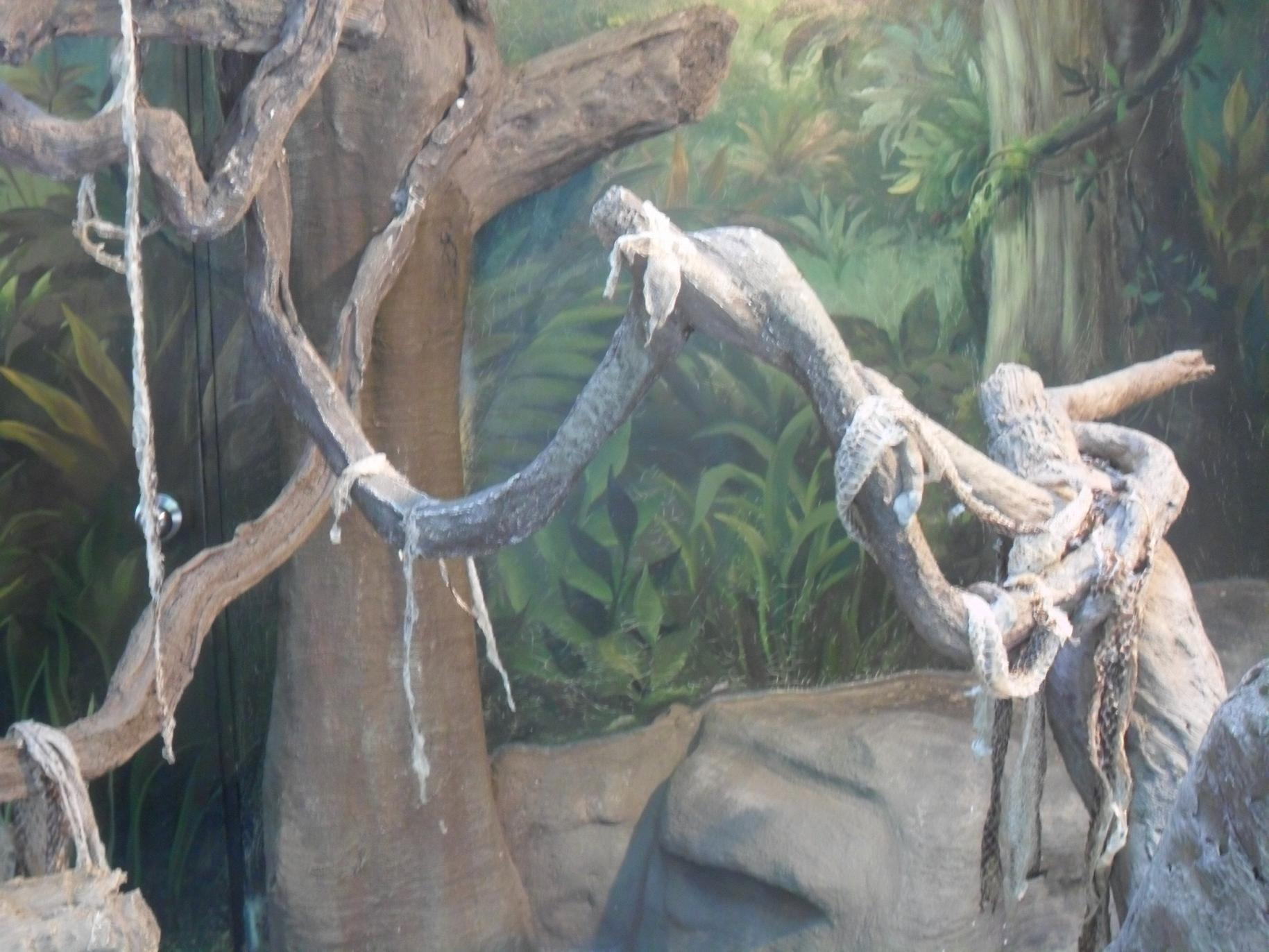
Da rắn sau khi lột xác còn lại trên cành cây, việc lột da của rắn được liên tưởng đến sự tái sinh

Hình dạng và đặc điểm di chuyển của loài rắn là cơ sở để người xưa hình dung và đồng nhất rắn với những con sông hay nguồn nước, nhìn con sông từ trên cao xuống khá giống với hình ảnh một con rắn đang bò. Loài rắn hổ mang khi cáu thường phát ra (rít) tiếng gió phì phì được cho là mang ý nghĩa biểu trưng của bão tố. Rắn có đặc điểm ngủ đông lạnh và xuất hiện lại với mùa mưa, chúng bơi tốt, và nhiều loài được nhìn thấy trong nước, trong các hồ và sông. Hình ảnh tia chớp (dấu hiệu của mưa) có những nét tương đồng với lưỡi rắn. Màu sắc và các sọc của loài rắn (nhiều loài rắn có các sọc chạy dọc theo cơ thể với các màu sắc rất sặc sỡ) được liên hệ rắn với cầu vồng (rắn cầu vồng).
Loài rắn thường đẻ trứng và mắn đẻ, rắn đực thường có dương vật to gấp hai lần bình thường, một số cá thể còn có dạng bán dương vật; cử động của đầu rắn cũng làm cho người ta liên hệ đến cơ quan sinh dục đực (dương vật người trong quá trình cương cứng và ngọ nguậy), khi rắn giao phối chúng trình diễn vũ điệu loài rắn, một số loài có màn kết thành quả cầu rắn, đây là cơ sở của biểu trưng cho sự mắn đẻ, các nghi lễ cầu thai. Huyền thoại về nước của dân tộc cho biết rằng khi trời và đất giao phối với nhau, các tinh khí bắn ra và tạo thành mưa, làm cho vận vật sinh sôi nảy nở.
Loài rắn có đặc tính lột da, do vậy nó biểu trưng cho sự tái sinh, bất tử, các Pharaong Ai Cập đã mang trên mình hình ảnh rắn với mong muốn được bất tử như loài rắn. Trên thực tế loài rắn không hề bất tử như người cổ xưa tưởng tượng. Trong quá trình phát triển, lớp da bao bọc bên ngoài không còn phù hợp với kích cỡ mới nên rắn lột da, và chúng cũng có tuổi thọ như bao nhiêu động vật khác. Nhưng dù sao, việc rắn thường lột da để lớn và để loại bỏ các ký sinh trùng trên da nên rắn cũng là biểu trưng của sự tái sinh, hồi phục, tuần hoàn luân hồi và bất tử.
Người nguyên thủy chưa có tri thức để giải thích các hiện tượng tự nhiên xung quanh mình, đó là những nhận thức và lý giải chủ yếu bằng tưởng tượng, nhân cách hóa các hiện tượng tự nhiên. Các hiện tượng tự nhiên như vòi rồng ở biển, các cơn lốc xoáy với hình thù uốn lượn đã được nhân cách hóa thành hình tượng rắn. Cột nước thường xuất hiện ở bờ biển Nhật Bản được dân địa phương coi là những con rồng đuôi dài bay lên trời rất êm đềm nhưng cũng rất nhanh. Người Trung Quốc cho rằng cột do rồng bay lên và xuống nước tạo ra.
Hình tượng rắn trong tín ngưỡng dân gian được đồng nhất với hiện tượng tự nhiên là nước. Hình tượng con rắn đã được phóng đại cho phù hợp với sức mạnh dữ dội, hủy diệt của lũ lụt. Trong tín ngưỡng người Việt không phải bao giờ thủy thần cũng là thần rắn mà có thể là thuồng luồng, rồng, cá. Kể cả khi như vậy thì những hình tượng trên cũng liên quan đến rắn. Hoặc là biến thể về mặt tên gọi, hoặc là cùng một tính chất thủy quái. Việc thờ rắn là một hình tượng cơ bản tiêu biểu nhất của tục thờ thủy thần là tín ngưỡng tự nhiên của người Việt cổ.
Xuất phát từ môi trường tự nhiên gắn với điều kiện sông nước, hình tượng rắn đã được đồng hóa với thủy thần, đi vào tâm thức dân gian từ rất sớm và thường gắn với tục thờ các vị thần tự nhiên. Trong văn hóa của người Việt cổ, tín ngưỡng phổ biến và quan trọng bậc nhất, phản ánh quan niệm, ứng xử của họ với nước là tục thờ thủy thần. Đó không chỉ là nguồn nước uống cho con người và vạn vật mà nước còn gây ra những tai họa khủng khiếp (lũ lụt). Nước có thể hủy diệt mọi thứ nhưng đồng thời đánh thức sự hồi sinh. Sự tàn phá kinh khủng của hiểm họa thiên nhiên này làm cho con người vừa muốn chế ngự vừa muốn sùng bái và tục thờ rắn ra đời trên cơ sở tâm lý ấy.
Các ý nghĩa biểu trưng của rắn chủ yếu được hình thành bằng tư duy huyền thoại chủ yếu tập trung vào những vấn đề siêu hình, bí ẩn, của sự sống và cái chết, qua huyền thoại và tục thờ loài rắn, các biểu trưng của rắn thường theo đối lập và cặp đôi. Từ biểu trưng cho nhận thận thức đơn giản cho đến các cặp đôi mang tính phức tạp hơn và để ẩn dụ, biểu trưng cho các vấn đề của giới tự nhiên, xã hội và các trạng thái phức tạp của tình cảm con người trong xã hội và trình độ nhận thức thì rắn là một sự lựa chọn hàng đầu. Giữa hình tượng rắn với các hiện tượng tự nhiên (mặt trời, chớp, gió bão, mưa) và đời sống (sinh sản) có một mối liên hệ, việc nhận thức và tôn thờ rắn đã thể hiện nhận thức về thế giới tự nhiên và đời sống của người thời cổ.

### Nỗi sợ rắn

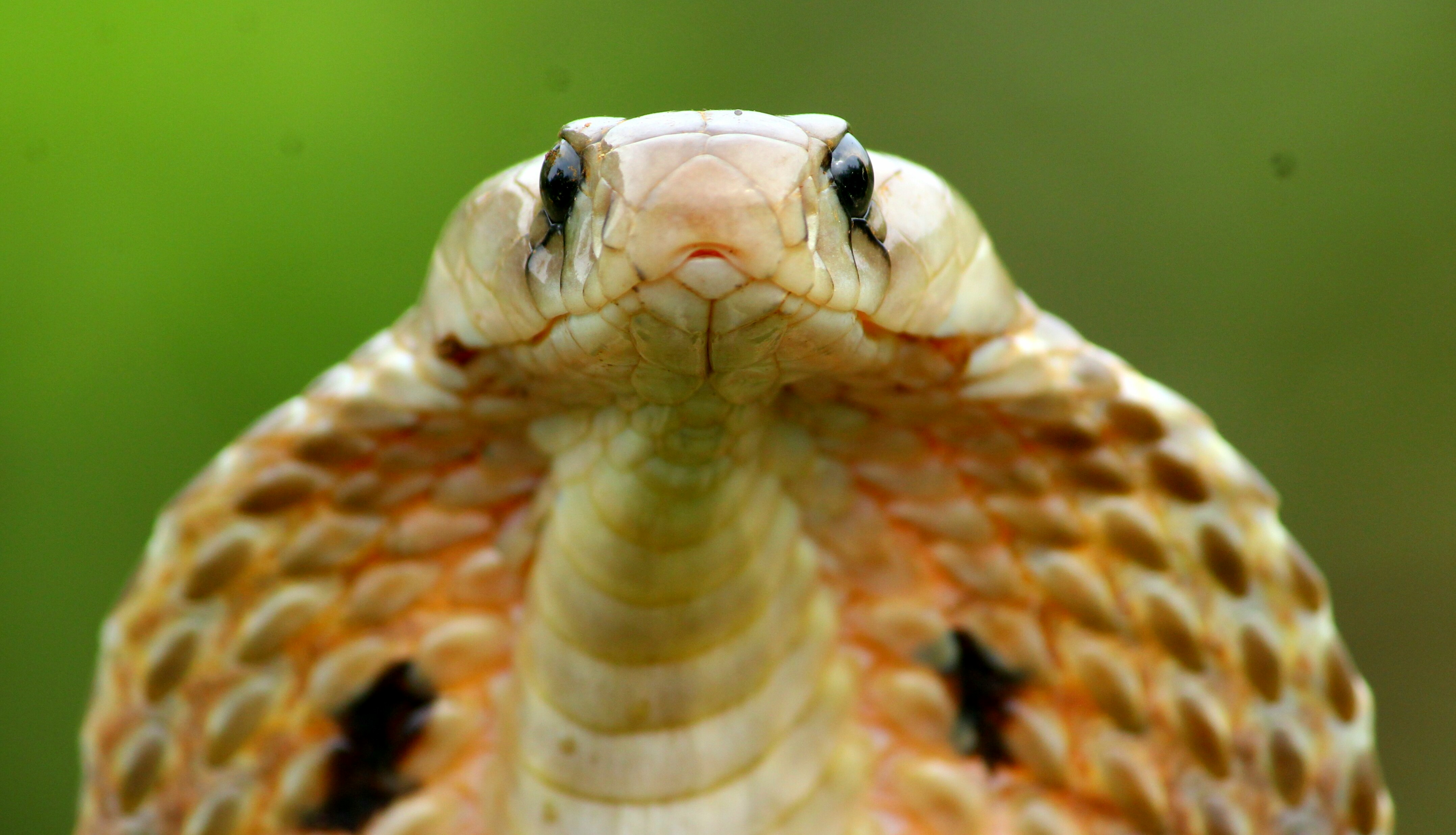
Đôi mắt long sòng sọc nhìn chằm chằm như thôi miên gợi lên cho con người nỗi sợ nguyên thủy về loài mãng xà

Con người nhìn chung là sợ rắn, và vì sợ nên con người thần thánh hóa loài rắn, thờ cúng rắn để mong rắn bảo vệ cho mình. Trong quan niệm dân gian, rắn là con vật hiểm ác, tinh quái và có phần gian xảo, độc địa. Nhưng cũng chính vì những đặc tính đó mà con người thần thánh hóa loài rắn, thờ cúng rắn như một vị thủy thần để cầu thân với rắn, mong rắn không làm hại người. Từ nỗi sợ mang tính nguyên thủy này, con người đã thần thánh hóa loài rắn với tục thờ rắn từ thời cổ đại xuất phát từ nhiều chuyện hoang đường về rắn.
Chẳng hạn như những lời lưu truyền về những con mãng xà, ác xà, độc xà, những con rắn hổ mây khổng lồ hay những quan niệm cho rằng loài rắn có khả năng thôi miên bằng ánh mắt long sòng sọc của con mãng xà, hay những con trăn lớn một khi nó đã nhìn thấy người nào thì kẻ xấu số chỉ có nắm phần chết vì chúng sẽ lần theo dấu vết con mồi một cách âm thầm lặng lẽ, ngày này qua ngày khác. Đây là nỗi sợ mang tính bản năng xuất phát từ tổ tiên linh trưởng của loài người vốn là con mồi của các loài rắn lớn. Vì vậy khi vào rừng rú hang đá mà gặp trăn lớn, mọi người chạy thật nhanh vì loài trăn sống trong hang rất dễ có đôi, nếu chậm trễ con còn lại mà nhìn thấy người thì chỉ có nắm phần chết.

## Các châu lục
Rắn được thờ cúng ở nhiều châu lục khác nhau trên thế giới, dưới đây mô tả một số biểu hiện thờ cúng rắn ở các dân tộc trên khắp năm châu.

### Châu Phi
Ở châu Phi, hình tượng rắn được thờ phụng ở rất nhiều quốc gia, dưới nhiều hình thức biểu hiện khác nhau, nhiều nền văn hóa ở châu Phi cũng xem rắn là thủy tổ của mình va cùng ở châu Phi, rắn ở mỗi quốc gia lại mang một ý nghĩa khác nhau:

#### Ai Cập

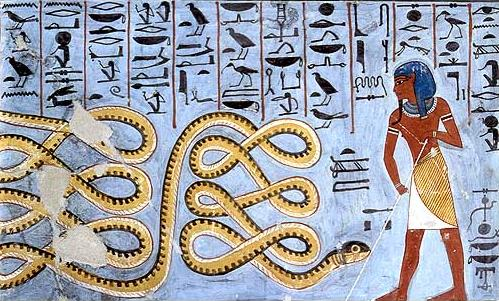
Hình vẽ Ai Cập về rắn thần Apep

Ở một trong những quốc gia cổ xưa nhất được ghi nhận về sự hiện diện của tín ngưỡng thờ rắn là Ai Cập. Dấu vết của tín ngưỡng này còn được tìm thấy qua các hình vòng tròn, quả cầu được chạm khắc trên hầu hết các cổng đền ở Ai Cập (người Ai Cập quan niệm thế giới như một vòng tròn, con rắn đi xuyên qua tâm theo chiều ngang biểu trưng cho sự giao nhau bởi vũ trụ và đất liền). Nó biểu trưng cho sự khôn ngoan, thiêng liêng, cho nguồn năng lượng và sự sáng tạo, sự tái sinh, bất tử, vĩnh cửu.
Nhìn chung, người Ai Cập cổ xem rắn là một con vật linh thiêng, một vị thần tối linh. Thời cổ xưa, người Ai Cập cho rằng rắn là thần hộ mạng cho các vị vua chúa, cho nên, mấy nghìn năm về trước, trên các vương miện của các pharaoh Ai Cập đa số đều có chạm trổ hình rắn bằng vàng, đá quý hay bằng ngọc. Điều này được lý giải là tượng trưng cho nữ thần hiền lành, có khả năng phù hộ cho nhà vua. Truyền thuyết Ai Cập thường xem rắn như là một vị thần linh tối cao, vị thần hộ mạng cho các nhà vua.
Ở Ai Cập, rắn là biểu tượng của thánh thần, sự thông thái và khả năng tiên tri về tương lai. Người Ai Cập cũng có những huyền thoại về thời kỳ hỗn mang, sáng thế, trong đó rắn Apep đóng vai trò như một vị thần cội nguồn của sự sống. Nó cuộn mình trong vũng nước nguyên thủy và thụ tinh cho quả trứng vũ trụ. Những con rắn đã nhập vào các tôn giáo Ai Cập như một biểu tượng của thánh thần, của sự mê hoặc, đôi khi nó được tin như một lời sấm, lời tiên tri, thậm chí là một đấng tối cao, trong đó Atum là một vị thần nguyên thủy đã được biểu trưng dưới hình thức người rắn.

#### Thổ dân

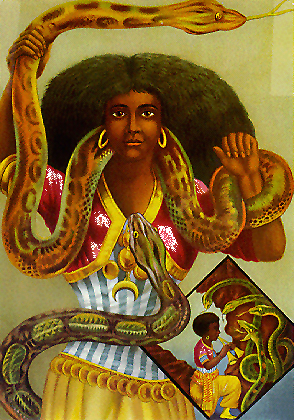
Hình tượng thờ con rắn Mami Wata ở châu Phi

Tại Whydah ở Dahomey, người ta đã tìm thấy những ngôi đền thờ rắn, được mô tả chỉ là một túp lều đất sét hình trụ có mái che bằng tranh, dài, hẹp, lối vào cửa phải đối diện với nhau. Căn nhà được quét vôi trắng bên trong và ngoài. Cửa ra vào được cắm các cờ trang trí nhỏ vải bông màu đỏ, trắng, xanh. Ngoài trăn thì cá sấu là đối tượng được giám sát việc thờ cúng ở các địa phương. Người ta xem mãng xà như những vị thần linh thiêng. Nếu ai vô tình giết chúng thì sẽ bị trừng phạt, thậm chí nếu đó là người ngoại quốc sẽ bị chặt đầu. 

Biểu tượng của rắn thần Aido Hwedo

Người Fon ở Dahomey nói rằng, rắn đã có từ rất lâu đời, trước cả khi đất được tạo ra. Dưới dạng rắn thần Aido Hwedo, rắn đã phục vụ cho vị thần sáng tạo Mawu. Rắn ngậm đuôi tạo nên vòng tròn kín (Ouboros) biểu tượng cho sự vĩnh cửu của người châu Phi. Trong thế giới tượng của người Nairobi của Kenya, motip các vị thần, những con quỷ rất phổ biến. Một trong những nét đặc sắc của tượng Makonđe là "nhiều tượng mang hình rắn. Ở tượng này rắn ngóc lên từ một thân người. Ở tượng khác, rắn vươn cao trước mặt người như để thôi miên nạn nhân của nó. Ở tượng khác nữa, rắn nằm nhũn trong tay người bắt nó.
Trong nhiều huyện ở miền nam Nigeria, mãng xà là đối tượng đứng đầu của niềm tin về tiên tổ, dưới cái tên Ogidia, nó đại diện cho cuộc chiến tranh bộ lạc. Người dân quan niệm, mỗi con mãng xà có một linh hồn con người bên trong nó, linh hồn được giải phóng bằng nghi lễ sau cái chết của loài bò sát và ất cứ hành vi phạm tội nào chống lại con rắn là một tội phạm đối với tổ tiên. Bộ tộc da đen ở Nigeria tin rằng, nếu một đứa trẻ bị tâm thần hoặc bị liệt, sau khoảng thời gian bốn năm cho phép mà không có dấu hiệu phục hồi thì bị coi là rắn và bị ném xuống sông.
Tại Congo, rắn tượng trưng cho quyền lực của trời vì thế không ai có thể ngồi lên lưng nó được. Theo người dân Congo, uy lực tối cao của trời là con rắn Điămbô, không ai có thể ngồi lên lưng nó được. Ai trèo lên là lại tụt xuống thấp ngay. Người Ngbandi phía bắc Congo cũng tin rằng rắn là con vật lâu đời nhất, là tổ tiên sáng tạo. Họ thờ rắn như thờ vị thần tối cao của dân tộc. Trong khi đó, các bộ lạc Kouyou (Nam Sudan) lại dành cho Viper (rắn viper) một sự kính trọng đặc biệt vì họ cho rằng đây là tổ tiên của các tù trưởng.
Tại Liberia, người dân quan niệm mỗi con mãng xà mang trong mình linh hồn của con người vì vậy, hành vi tội phạm nào chống lại rắn bị coi là phạm tội với tổ tiên. Một số địa phương của Liberia lại gắn rắn với niềm tin về bói toán, tiên tri. Loài bò sát này được giám hộ và không ai dám làm hại nó. Người Venda ở Nam Phi kể rằng bộ lạc họ được tạo ra từ xác một con rắn. Con rắn Tharu tự chia làm hai phần: đầu (tholo) và đuôi (tshamutshila), mỗi phần bò về một hướng. Cả hai phần đều hóa thành người, trở thành những thủ lĩnh của bộ tộc. Về sau họ gặp nhau và trở lại trạng thái nguyên thủy ban đầu là rắn.
Trong trí tưởng tượng của cư dân nhiều bộ tộc ở Tây Phi thời cổ, giới tự nhiên đều có linh hồn. Đối với họ, rắn tượng trưng cho sự sung túc. Trời mưa vừa tạnh, trên không trung cầu vồng hiện ra và trở thành thần rắn trong trí tưởng tượng của nhân dân. Trong quan niệm của người dân Katsina, Daura và Hausa (vùng cao nguyên ở phía bắc của núi Elgon của Uganda), rắn liên quan đến chữa bệnh, cầu thai. Đặc biệt, họ xem rắn như vật tổ, nếu ăn thịt con vật thì sẽ bị chết. Rắn có thể tự do vào nhà người dân mà không hề bị giết vì họ tin rằng, giết rắn là giết tổ tiên của mình.
Tín ngưỡng thờ rắn ở nam Uganda còn liên quan đến tục hiến tế. Người ta tìm thấy một ngôi đền thờ rắn nằm bên bờ hồ Victoria Nyanza, trên bờ của sông Muzini. Ngôi đền hình nón lớn được lợp bằng tranh và cỏ, tầng dưới được trải thảm bằng cỏ ngọt có mùi, tầng trên là nơi thiêng liêng của rắn và người giám hộ nó. Đó phải là một phụ nữ còn trinh tiết. Người ta còn tạo ra một lỗ tròn trên mái nhà để rắn có thể dễ dàng đi đến bờ sông. Phụ nữ Uganda và Tây Phi còn đến bên các đền thờ rắn để cầu nguyện. Khi trẻ em được sinh ra, một số họ thừa nhận đã được thực hiện bởi những con rắn. Hình tượng rắn không chỉ liên quan đến nguồn nước mà còn là biểu tượng cho sự thịnh vượng, niềm tin liên quan đến nghề cá, nông nghiệp và cả sự mắn đẻ.

### Châu Mỹ
Châu Mỹ là vùng đất được ghi nhận có tập tục thờ rắn, chủ yếu là ở Trung Mỹ và Nam Mỹ nơi người thổ dân da đỏ sống trong các khu rừng nhiệt đới và thường xuyên tiếp xúc với rắn

#### Ở Mexico

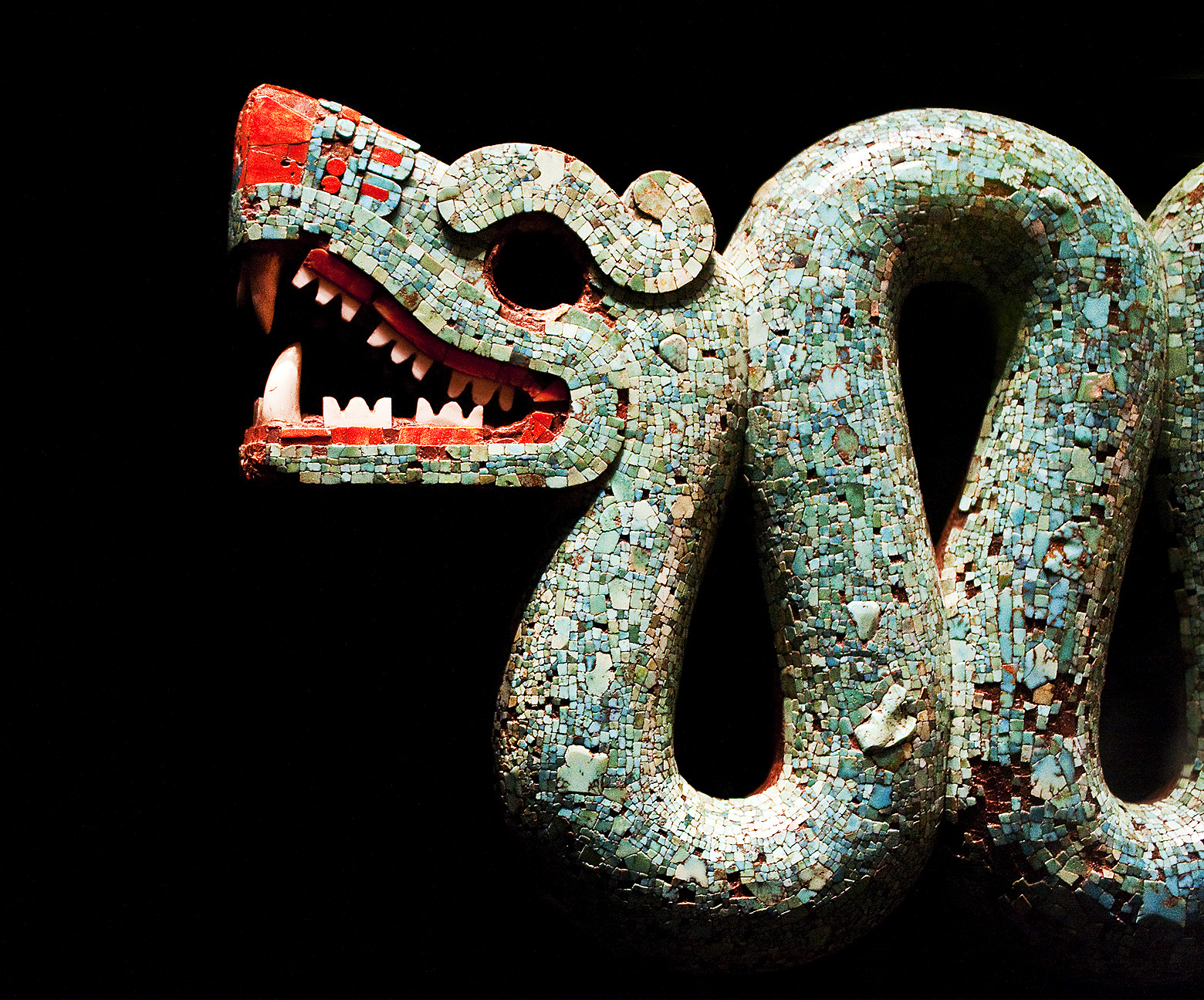
Rắn thần của người Aztec

Rắn trở thành một đối tượng thờ cúng và biểu trưng ý niệm về thời gian của người Mexico cổ. Không chỉ là biểu tượng của vị thần sáng thế, người Mexico cổ xem rắn như vị thần bảo hộ của gia đình. Người ta có thể để nó sống như những thành viên trong nhà. Huyền thoại Mexico cổ đại (người Toli, người Asti và một phần của người Maya) cũng nói đến một vị thần trung tâm là con rắn lông vũ, thần Kesalkoatl. Ở vị thần này nổi lên hàng đầu là đặc tính của đấng sáng tạo và một phần anh hùng văn hóa.
Rắn lông Quetzalcoátl cũng thường được đồng hóa với một trong những vị thần rất xưa: Một con rồng trên trời thường trừng phạt con người bằng cuồng phong và lụt lội, và thưởng cho con người bằng cách giúp họ được mùa. Mặc dù có nhiều hóa thân, nhưng vị thần Quetzalcoátl chủ yếu được mô tả dưới hai hình dạng: có khi là một con rắn phủ lông chim, có khi lại là một chiến binh cao lớn, mang mũ làm bằng da mèo rừng (ocelot).
Con rắn thần Quetzalcoátl (hay rắn lông chim) chiếm một vị trí quan trọng trong các thần điện của người Aztec. Thần rắn lông chim xuất hiện trên các cấu trúc trong thành phố cổ Teotihuacan tại Mexico. Ở Trung Mỹ, huyền thoại thần rắn lông chim Quetzalcoátl rất được ca ngợi. Thần Quetzalcoátl có nhiều hóa thân và tính chất của thần cũng có nhiều mặt. Quetzal có nghĩa là lông chim vừa có nghĩa là quý giá; coátl vừa có nghĩa là con rắn vừa có nghĩa là song sinh.
Nói chung, ở Mexico, rắn được thiêng hóa, và là biểu tượng của vị thần mang nhiều tính năng. Đối với các thổ dân, con rắn trở thành một biểu tượng của thần nội bộ chứ không dành cho những người khác bên ngoài mà cũng không đơn thuần là đại diện cho các thuộc tính chỉ riêng về một vị thần nào đó. Về sau, rắn này đã nhập vào trong tôn giáo của những người Mexico bằng những hình thức uyển chuyển khác nhau. Ở Mexico cũng có một di chỉ về ngôi đền dành riêng cho thần của không khí và cửa đền giống như miệng một con rắn.

#### Thổ dân

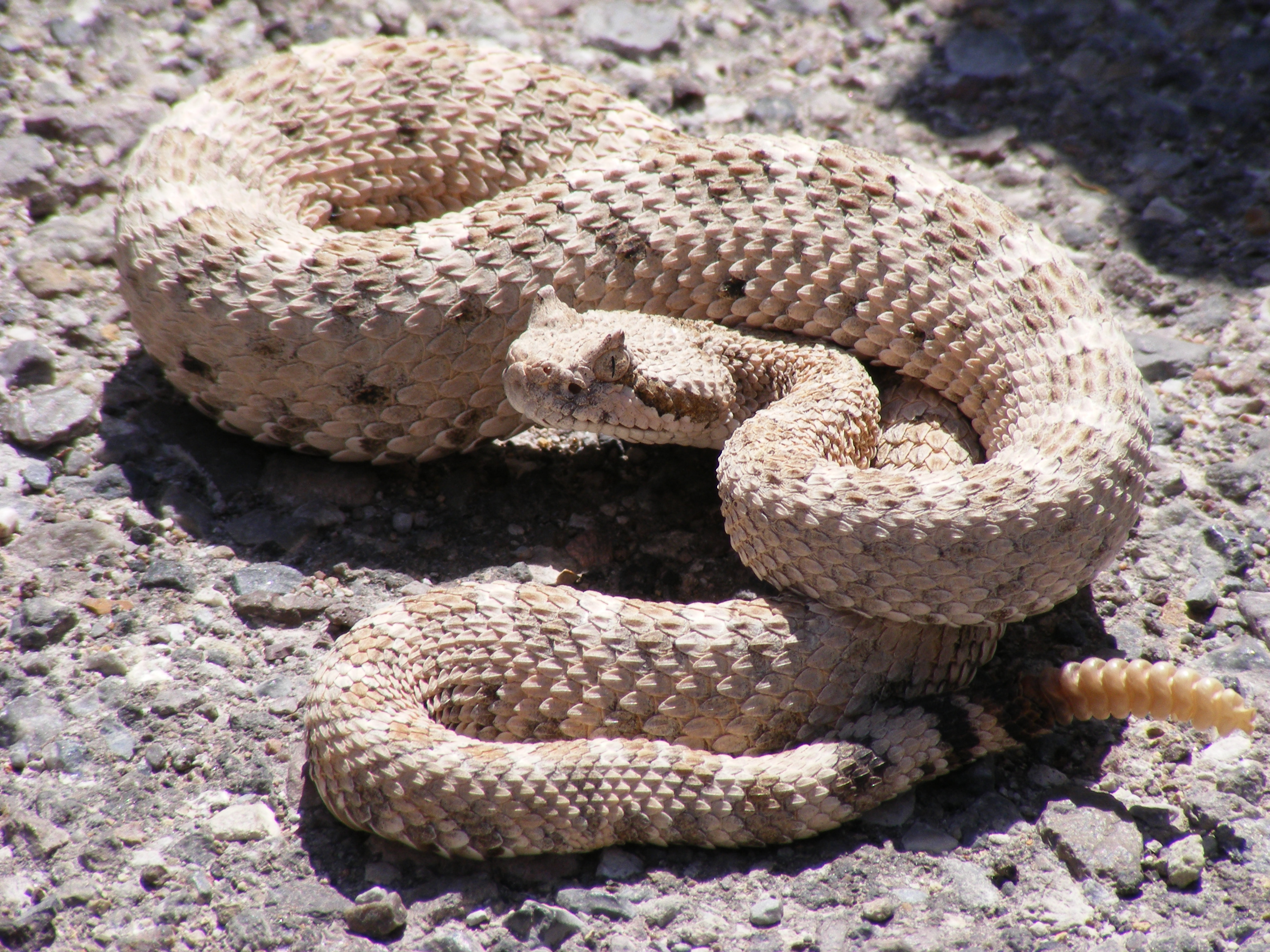
Rắn đuôi chuông được người da đỏ thờ kính

Ở châu Mỹ, một số bộ lạc thổ dân tôn kính loài rắn đuôi chuông (rattlesnake) như ông vua của loài rắn, những người có khả năng cung cấp nguồn năng lượng gió hoặc gây ra cơn bão lớn. Người ta tìm thấy rất nhiều hình rắn lớn được trang trí trong các đền thờ, trong đó tiêu biểu là rắn chuông. Rắn chuông được thờ trong đền Natchez thờ thần mặt trời và các vị thần của Aztec. Người ta tìm thấy các mô đất được xây dựng hình rắn thuộc dấu vết của tín ngưỡng này.
Sự ám ảnh của loài rắn đối với con người không chỉ được thể hiện bằng các nghi lễ hàng ngày trên trần thế mà người ta còn tin rằng nó hiện hữu cả trong thế giới âm ty. Người da đỏ Pueblo gắn nguồn gốc bài hát với âm phủ và loài rắn cõi âm Khton (khi con rắn bị đốt cháy, các mảnh thân xác của nó biến thành bài hát). Con rắn còn được coi như là cửa ngõ giao thoa giữa hai thế giới với người dân nhiều nền văn hóa Trung Mỹ. Là sự kết nối tâm linh giữa các cư dân sống trên bán đảo Yucatan này và ảnh hưởng một phần đến hai nền văn minh lớn.

### Châu Úc

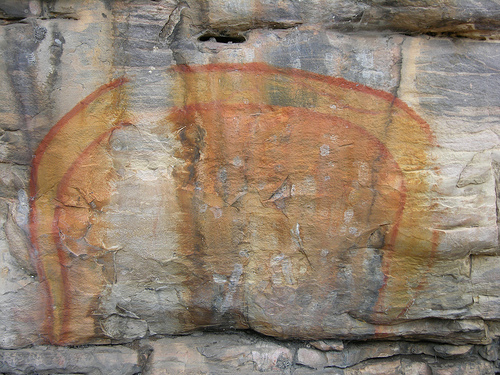
Bức họa trên hang đá của thổ dân châu Úc về con rắn cầu vồng

Ở châu Úc, các thổ dân tôn sùng và thờ rắn cầu vồng khổng lồ. Với họ, rắn cầu vồng tượng trưng cho nước, là thực thể tâm linh lâu đời nhất, con rắn này được gọi bằng nhiều tên, song phổ biến hơn cả là serpent rainbow tức rắn cầu vồng. Con rắn cầu vồng tượng trưng cho nước, là thực thể tâm linh lâu đời nhất của người dân bản địa. Là nhân vật cổ xưa được hoan nghênh nhất, thần rắn với sự hiện diện mơ hồ của mình được cảm thấy tất cả các hồ nước và dòng sông, mà ông vừa là nhà sáng tạo vừa là nhà giám hộ.
Sự đồng nhất hình tượng cầu vồng với rắn xuất phát từ quan niệm liên quan đến nước và đời sống nông nghiệp, các thổ dân tôn sùng rắn vì rắn tượng trưng cho tính âm, nguồn nước, có liên hệ mật thiết với nông nghiệp. Với họ rắn cầu vồng là một lực lượng thiêng liêng, gắn với các nghi lễ tôn giáo nguyên thủ, huyền thoại về con rắn cầu vồng là một phần của chủ đề tôn giáo cổ xưa nhất được tiếp tục dẫn chứng bằng tư liệu qua những hình ảnh được ghi chép lại trong những bức tranh hang động từ hơn 20.000 năm trước.
Một huyền thoại cổ ở vùng Arnhemland kể rằng, tổ tiên vĩ đại Ngaljod trước hết tạo ra chính mình như Ulbar, một khúc gỗ có lỗ hổng dài. Ulbar tạo ra âm thanh, đã được dùng như một cái cồng trong các nghi lễ thần thánh, được xem như một vật hết sức thiêng liêng. Lỗ hổng của Ulbar hay con rắn cầu vồng, thỉnh thoảng được đề cập đến như là tử cung của người mẹ vĩ đại và hình dáng bên ngoài được xem như là cơ quan sinh dục nam hay hình thể giống đực của con rắn cầu vồng
Vùng lãnh thổ phía bắc của nước Úc, hình tượng rắn ngũ sắc lại được gắn với các nghi lễ trưởng thành, trong nghi lễ trưởng thành, người ta dựng lại hình thức chị em Vauvaluk (tổ tiên của bộ tộc Dua) với một người bị rắn ngũ sắc nuốt, sau đó rắn khạc ra đứa trẻ tức tượng trưng cho cái chết tạm thời của người lên bậc trưởng thành. Tính chất của rắn ngũ sắc không chỉ là quái vật nuốt người, mà rắn ngũ sắc này là tập hợp trong mình những biểu tượng về thủy thần, về quái vật rắn (mầm mống của biểu tượng về con rồng).

### Châu Âu
Ở châu Âu, tín ngưỡng thờ rắn cũng được ghi nhận, đặc biệt là xuất hiện ở vùng các dân cư sống quanh những con sông. Sau này, do ảnh hưởng của Thiên Chúa giáo, tục thờ này đã bị phủ định do Thiên chúa giáo chỉ thờ phượng Thiên chúa, đồng thời trong Kinh Thánh, rắn là loài vật tượng trưng cho điều xấu xa, hiểm độc của thế gian.

#### Hy Lạp

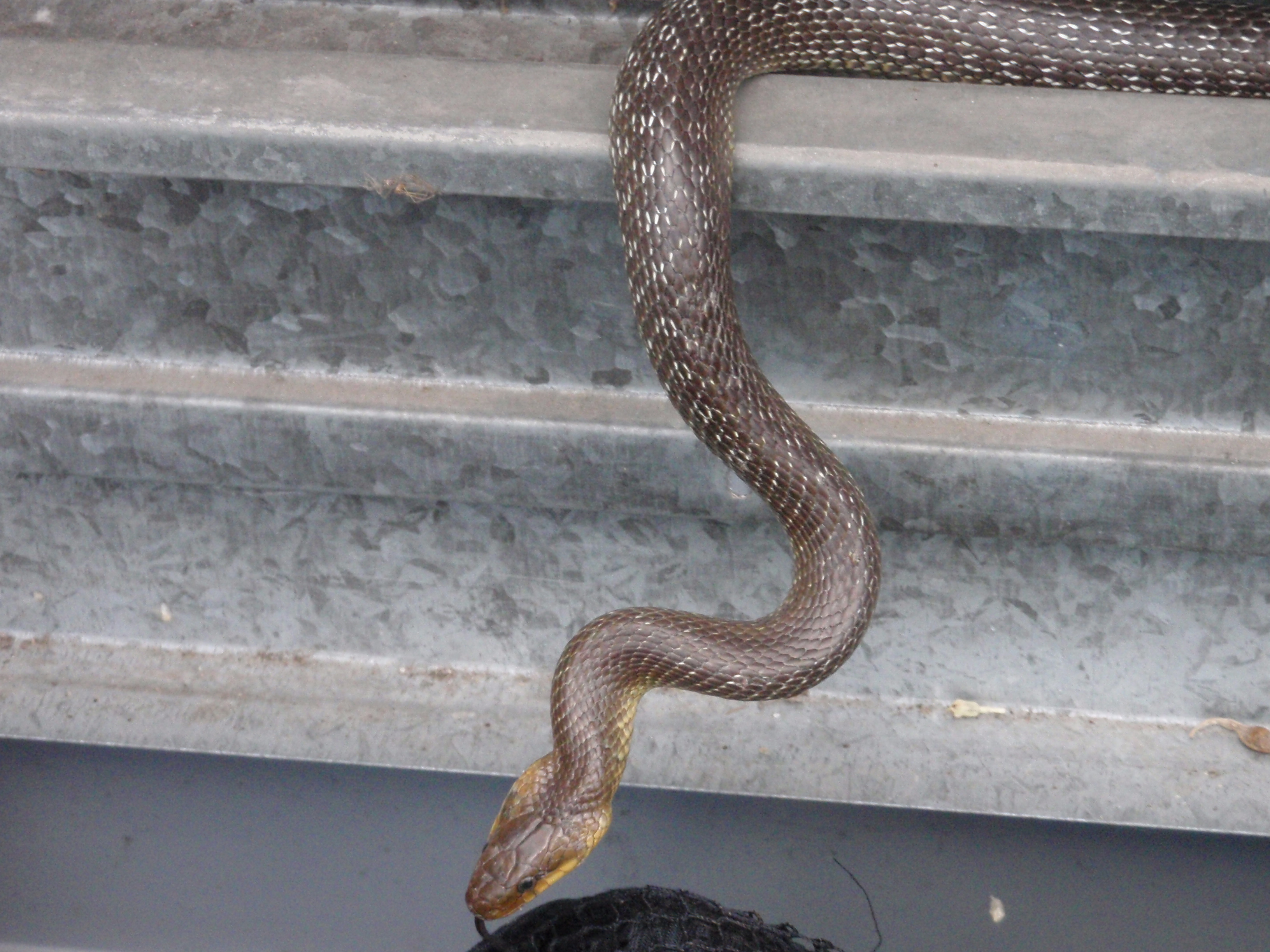
Rắn thần Acupe trong biểu tượng y học

Ở châu Âu, tục thờ rắn phổ biến trong các cư dân sống quanh lưu vực những con sông ở Hy Lạp. Tuy nhiên hình tượng rắn có nhiều sự biến đổi, được khoác thêm những dáng vẻ mới: rắn được mang thêm sức mạnh của con bò đực, dạng bò tót, rắn đầu cừu đực. Dấu vết thờ rắn ở Hy Lạp chứa nhiều bí ẩn, đôi khi nó là hóa thân, là hình ảnh đại diện của các vị thần. Người ta cho rằng, thần Apollo lần đầu tiên được thờ ở Delphi dưới biểu tượng rắn và tín ngưỡng nguyên thủy đã bắt đầu được tôn giáo hóa.
Trong tôn giáo của người Hy Lạp, rắn luôn được xem là một biểu tượng thiêng liêng. Rắn không chỉ tượng trưng cho sự khôn ngoan mà còn là biểu hiện của tín ngưỡng phồn thực về khả năng sinh sản. Ở Epirus, tại khu rừng nhỏ của Apollo, hàng năm diễn ra các lễ hội lớn, những tu nữ trinh tiết khỏa thân mang thực phẩm hiến tế rắn thiêng. Nếu chúng lấy nó một cách dễ dàng, đó được coi là dấu hiệu của một vụ thu hoạch hiệu quả, và khỏe mạnh trong năm, bằng không, các điềm báo ngược lại sẽ dẫn đến những lo âu. Niềm tin này có lẽ bắt nguồn từ các con mãng xà được thờ cúng Delphi.
Trong thần thoại Hy Lạp, hình tượng rắn cũng được miêu tả với tư cách là các vị thần. Theo huyền thoại, Python là con của Gaia được nặn bằng bùn và đất đọng lại sau trận lụt lớn Deucalion. Vì Pythong quá hung dữ không ai dám lại gần nên dân chúng xin thần Appolo trợ giúp. Thần Appolo từ núi Olympus hiện xuống, dùng cây cung bạc, bắn mũi tên vàng giết chết Python, do đó thần Appolo còn được gọi là Pythian Appolo. Một quái vật nửa người nửa rắn khác là Echidna. Đây là quái vật đã kết hôn với Tiphông là thần bị Dớt đánh bại và tống giam xuống địa ngục.
Ở Hy Lạp, y học dùng biểu tượng con rắn quấn quanh cây gậy tượng trưng cho sự khôn ngoan, khả năng chữa trị bệnh tật. Theo truyền thuyết cổ Hy Lạp, con trai của thần Apollo được xem là ông tổ của ngành y dược. Esculape đi thăm bạn gặp một con rắn, ông đã đưa cây gậy ra và con rắn liền bám lấy rồi bò lên quấn quanh cây gậy. Esculape thấy vậy nên cầm cây gậy đập xuống đất để giết chết con rắn. Sau đó, ông lại thấy một con rắn khác bò tới, miệng ngậm một loại thảo dược để cứu con rắn đã chết. Người ta thường để thần cầm một chiếc gậy làm bằng gỗ cây nguyệt quế và một con rắn quấn chung quanh.

#### Các nước

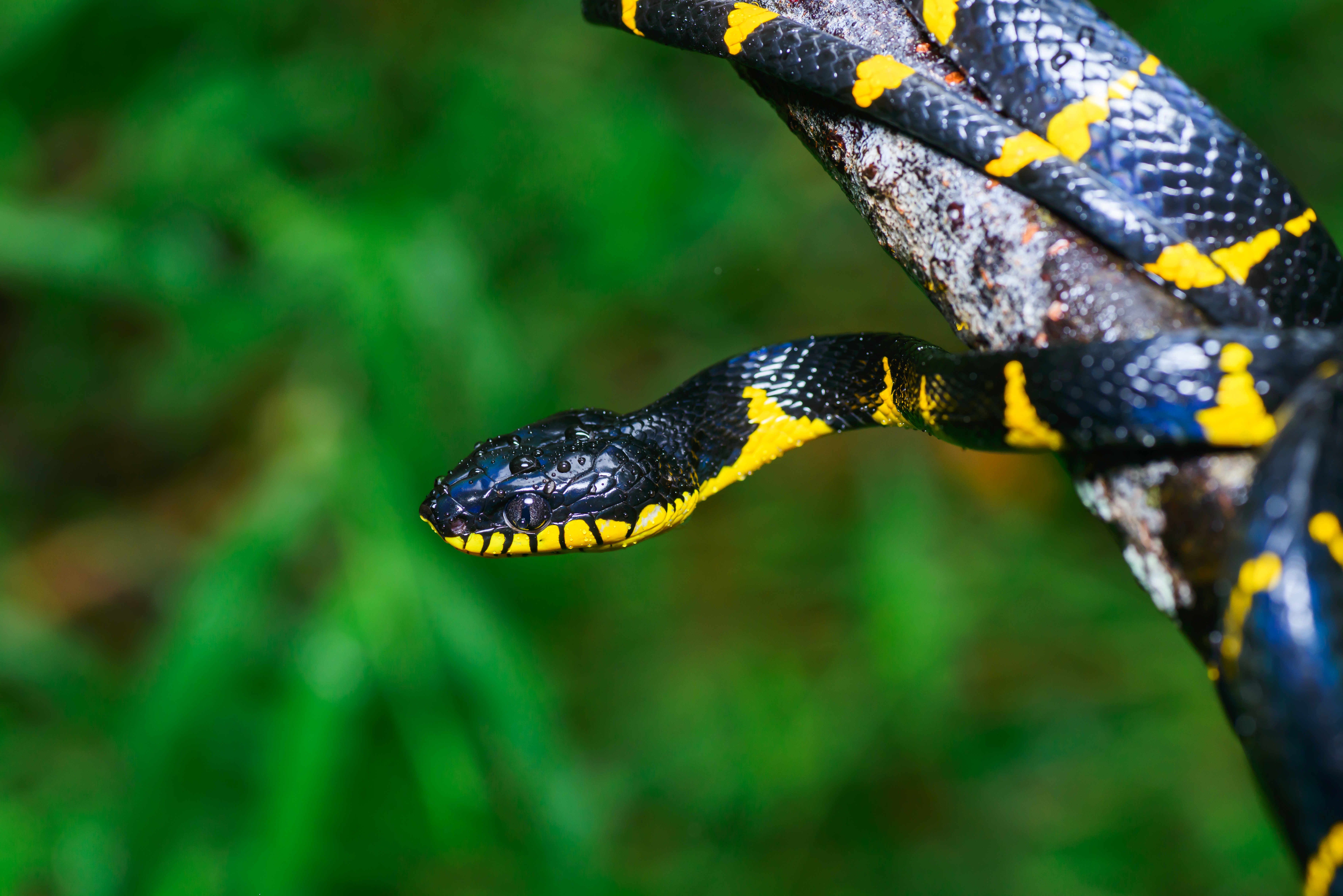
Rắn được tôn thờ ở một số nước châu Âu như vị thần bảo hộ

Rắn cũng được một số nơi ở châu Âu tôn thờ. Trước công nguyên, các sứ giả của các quốc gia ở châu Âu đều tay cầm cây trượng, trên đầu trượng có điêu khắc hình rắn, điều đó có tác dụng như là dấu ấn trong quốc thư của các sứ giả ngoại quốc. Tại Bắc Âu, tín ngưỡng thờ rắn liên quan đến việc thờ thần mặt trời, hình thức ngưỡng này là kết quả của sự giao thoa giữa những nền văn hóa, trong đó có sự chi phối quan trọng của tín ngưỡng đa thần giáo Hy Lạp và Ai Cập là những nơi thờ rắn.
Ở châu Âu, một số nơi như là Ba Lan, rắn được giữ trong nhà như một vị thần bảo hộ, rắn được thần thánh hóa, được sùng kính và thờ cúng. Mỗi hộ gia đình thường giữ một con rắn trong nhà như là một thần bảo hộ. Ở Đan Mạch và một số hòn đảo thuộc nước Anh, tín ngưỡng thờ rắn gắn với các nghi lễ hiến tế. Người ta thường tổ chức các nghi lễ này tại các gò đất, gần hồ. Các ngôi đền vào dịp này thường được che chắn để tạo không gian thiêng liêng. Người ta sẽ hiến tế các vật cúng cho rắn. Những con rắn đã trở thành biểu tượng của thần thánh, và họ gọi chúng là vua rồng.

### Châu Á

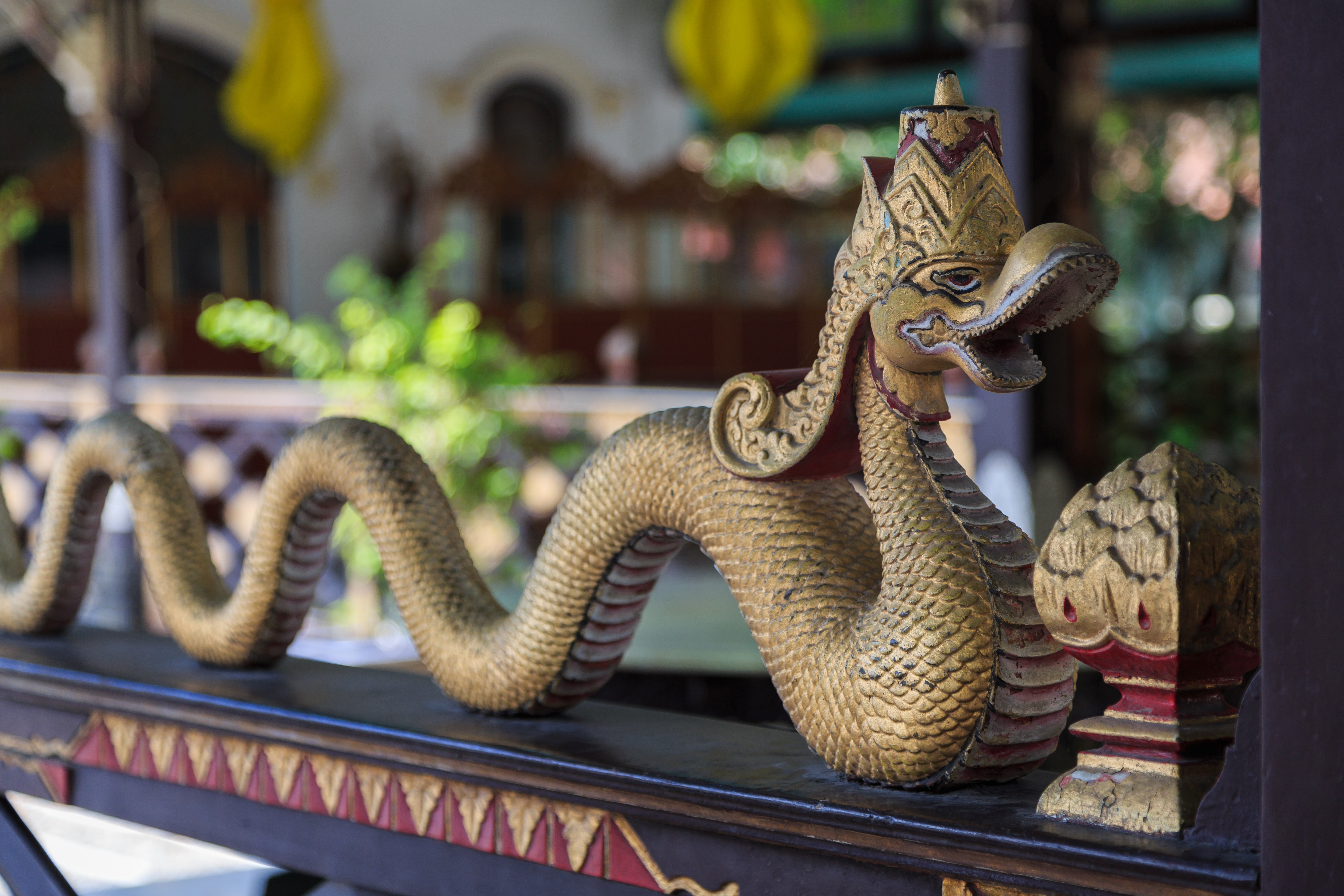
Rắn thần Naga ở Đông Nam Á

Tại châu Á, hình tượng con rắn thiêng được thể hiện qua các hình vẽ, vòng tròn được chạm khắc trên vách đá hang động, như hình tượng rắn qua các tục thờ Đền Tranh (huyện Ninh Giang). Ở Trung Quốc hay các nước Đông Nam Á, tục thờ rắn cũng rất phổ biến. Trong tín ngưỡng dân gian của người Campuchia, thần rắn Naga là một vị thần tối thiêng. Trong huyền thoại của người Nhật, rắn là một con vật thần thánh, đầu rồng có nhiều phép thuật và có hình thể vũ trụ (Orochi). Quái vật này chuyên hại người bằng cách bắt cóc các trinh nữ để ăn thịt.
Ngoài ra, có thể kể đến một số huyền thoại về rắn như sau: truyện Động đất của người Indonesia, huyền thoại Nguồn gốc của thế giới chúng ta, Nguyệt thực của người Myanmar; huyền thoại về Sự tích núi Ganlaon của người Philippines; truyền thuyết Preng Thong của Campuchia. Rắn được xem như là một biểu tượng của sự bất tử ở Ấn Độ, tín ngưỡng thờ rắn đã ăn sâu trong đời sống văn hóa của cư dân nhiều vùng lãnh thổ của đất nước này. Trong văn hóa dân gian Việt Nam, rắn cũng là một hình tượng có sức ám ảnh mạnh mẽ. Nhiều câu chuyện dân gian ở Việt Nam có sự xuất hiện rất nhiều của rắn.

#### Ba Tư

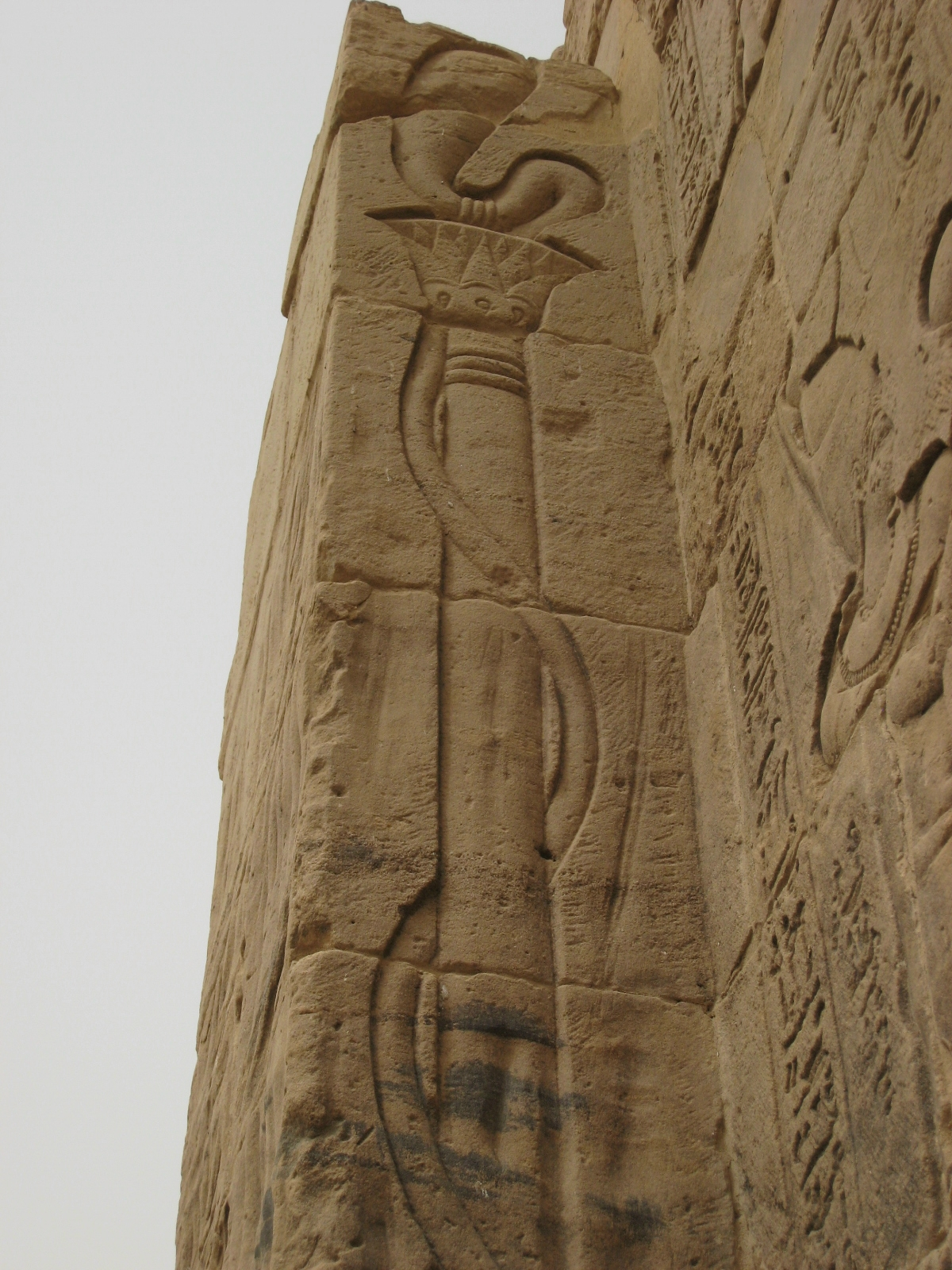
Di chỉ thờ thần rắn ở vùng Lưỡng Hà

Ở châu Á, tại Iran hay trước đây gồm cả vùng Ba Tư cũ đã tìm thấy dấu vết của tín ngưỡng thờ con rắn thiêng qua các hình vẽ, vòng tròn được chạm khắc trên vách các hang động. Trong đền thờ thần Bel (hoặc Belus, thần ánh sáng) có hình ảnh của nữ thần Rhea (nữ thần màu mỡ, sinh sản, được xem là mẹ của các vị thần), ngồi trên ngai vàng, đầu gối quỳ trên hai sư tử, và gần một con rắn màu bạc lớn. Cũng có một hình ảnh của nữ thần Juno tay phải đang cầm đầu một con rắn. Trong truyền thống lịch sử, người ta vẫn đồng nhất rồng (với nghĩa là một con rắn lớn) và rắn.
Sự sống của những con rắn ở Babylon được gìn giữ một cách tôn kính. Người Ba Tư cổ thờ rắn rất thành tâm trước các đền thờ, nơi diễn ra các lễ hiến tế và lễ hội bằng sự kính trọng đối với những vị thần vĩ đại nhất của họ. Tín ngưỡng thờ rắn ở Ba Tư không chỉ có mối quan hệ với các vị thần sáng tạo mà còn với nước và lửa. Tục thờ rắn còn được tìm thấy trong dấu ấn của chữ tượng hình. Hình ảnh rắn có cánh cuộn vòng tròn dường như có mối liên hệ với thế giới và mặt trời, rắn được xem là vị thần đầu tiên, là trí tuệ và là cội nguồn của sự sống thế giới.
Trong thần thoại của người Ba Tư, sự đấu tranh giữa hai vị thần thiện - ác, Ormuzd (hay Ahura Mazda) và Ahriman, được hình dung là hai con rắn đang tranh nhau quả trứng vũ trụ. Trong các truyện ngụ ngôn và truyền thuyết, các vị thần ác được coi là có đặc điểm của rắn. Ở Ba Tư, trong một hang động cổ, người ta tìm thấy một ngôi đền giữa hồ nước, trong đó thờ thần mặt trời, vị thần này đứng trên một đám mây và có rắn quấn quanh mình. Tín ngưỡng thờ rắn ở Ba Tư không chỉ có mối quan hệ với các vị thần sáng tạo mà còn với nước và lửa.
Tục thờ rắn còn được tìm thấy trong dấu ấn của chữ tượng hình. Hình ảnh con số 2 () với đôi cánh như một vòng tròn khép kín đôi khi cũng biểu trưng cho rắn có cánh và cũng ẩn dụ cho thần mặt trời, nguồn gốc của biểu tượng này được bắt nguồn từ sự sùng bái con rắn thiên đường và liên quan đến những bí ẩn trong quan niệm về thế giới của người bản địa. Hình ảnh rắn có cánh cuộn vòng tròn dường như có mối liên hệ với thế giới và mặt trời, rắn được xem là vị thần đầu tiên, là trí tuệ và là cội nguồn của sự sống thế giới.

#### Ấn Độ

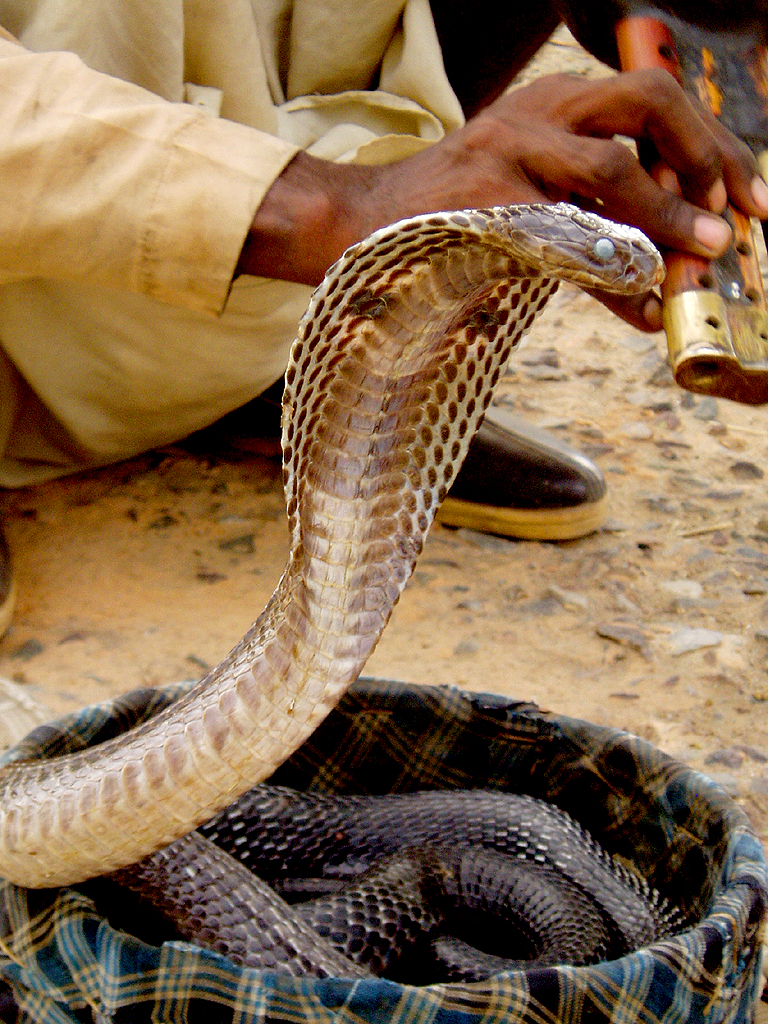
Rắn hổ mang ở Ấn Độ

Rắn là một hình ảnh quen thuộc trong thần thoại Ấn Độ, tiêu biểu cho những huyền thoại đó phải kể đến rắn Naga. Vị thần rắn trong Ấn Độ giáo có tên gọi là Naga. Rắn được xem như biểu tượng của sự bất tử, được kính trọng như con vật linh thiêng. Người Ấn còn dành riêng cho rắn ngày tết vào tháng 8 hàng năm. Đối với người Hindu, rắn như một biểu tượng của thần thánh và đi sâu vào tôn giáo của người Balamon với lễ hội của rắn. Rắn Naga là biểu tượng của linh vật bảo vệ tôn giáo, cội nguồn của sự sống và cái chết.
Rất nhiều địa danh được lấy tên từ âm hưởng của rắn Naga. Đối với người Hindu, rắn được coi như thần thánh. Tín ngưỡng thờ rắn của người Hindu còn được thể hiện trong điêu khắc, với hình ảnh các vị thần cầm rắn trên tay hay để rắn quấn ngang mình. Hình ảnh thường thấy ở các đền đài Ấn Độ là vị thần cầm rắn trên tay hay để rắn quấn quanh mình. Trên các mái, vách của các ngôi đền, hang động cổ, người ta cũng tìm thấy những hình ảnh rắn được chạm khắc tương tự. Không chỉ những hình ảnh, tượng trong đền đài, rắn còn hiện hữu trên cả những trang sức của người dân.
Trong lễ hội, người Hindu chia phần gạo của mình cho các con rắn với hy vọng điều này sẽ giảm bớt những rủi ro và mang lại những điều tốt đẹp. Ở một số nơi thuộc Bengal, người ta tổ chức lễ hội rắn bằng nhiều cách khác nhau, nhưng thờ rắn được tổ chức hàng năm vào ngày cuối cùng của tháng Sravana Bengal (tháng 7 đến tháng 8). Các gia đình đều nặn một mô hình nữ thần đất sét hình đôi rắn có vành mũ trùm trên vai, thờ trong nhà, và một con dê hay lợn sẽ làm vật hiến tế. Trước khi nữ thần đất sét ngập trong nước ở phần cuối của lễ hội, rắn đất sét được gỡ bỏ khỏi vai nữ thần. Người dân tin rằng việc làm này sẽ giúp họ chữa khỏi bệnh tật, đặc biệt là bệnh trẻ em.
Trong thần thoại, những con rắn thần được coi là Naga, đôi khi có biểu tượng là đầu người mình rắn. Những con rắn thần nổi tiếng là rắn Sêsa (hay Ananta) đã cuộn mình nổi trên biển vũ trụ để đỡ cho thần Visnu khi tạo dựng vũ trụ, rắn Vasuky dùng mình làm dây kéo quanh cột núi Mêru trong huyền thoại khuấy biển sữa. Hình tượng thần Visnu được miêu tả thông thường nhất là Visnu nằm nghỉ trên mình con rắn thần Sesa bồng bềnh trên mặt biển Ananta (vô biên). Trong kinh Vêđa, hình tượng rắn thần Vritra con rồng xưa nay uống sạch các nguồn nước được miêu tả như một vị thần canh giữ những dòng sông. Nó chiếm và uống sạch các nguồn nước, làm cho mặt đất khô cạn. Cho đến khi nó bị thần Inđra tiêu diệt thì các dòng sông lại được khơi thông.

#### Trung Quốc

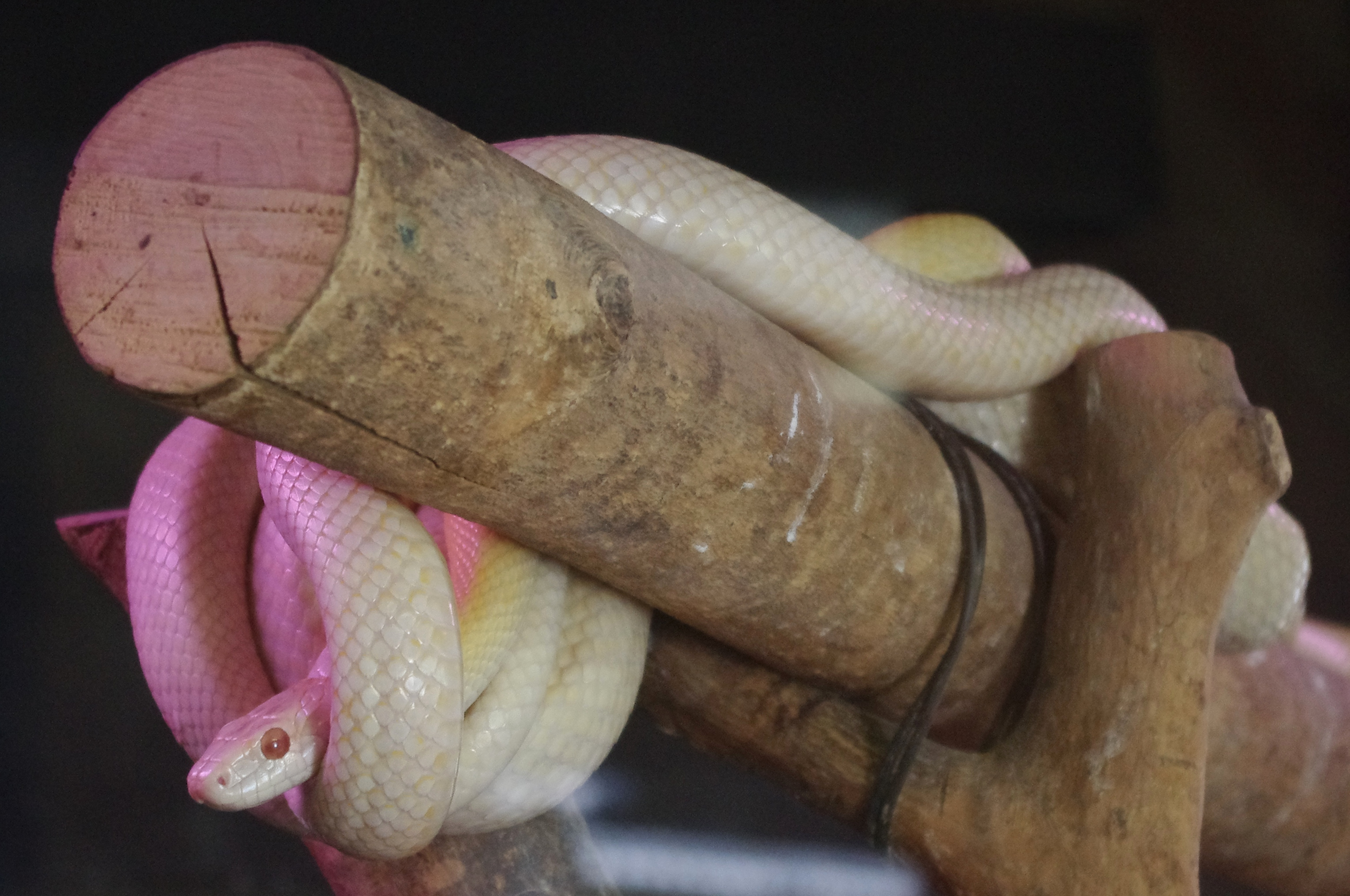
Một con bạch xà

Tại Trung Quốc, tín ngưỡng thờ rắn được biết đến khá sớm và còn lưu lại trên các vách đá, chẳng hạn như tranh thần Phục Hy đầu người đuôi rắn, thần Nữ Oa đầu người mình rắn. Các đền miếu thờ rắn ở Trung Quốc từ miền bắc tới miền nam nhiều. Đặc biệt là ở các tỉnh Triết Giang, Phúc Kiến, Quảng Đông thuộc miền duyên hải Hoa Đông và vùng Lĩnh Nam, Trung Quốc. Ngay ở thành phố Tô Châu tỉnh Triết Giang cũng có miếu thờ xà vương, trong có tạc tượng xà vương bằng hình một vị tướng quân. Tương truyền, ngày 12 tháng 4 âm lịch là ngày sinh của xà vương, người dân đi cúng tế tấp nập, nhộn nhịp. Dân gian thường cúng thần rắn bằng các loài ếch nhái, vì họ cho rằng lúc còn sống, rắn thích ăn thịt ếch nhái.
Hình tượng rắn xuất hiện trong huyền thoại khai thiên lập địa của Trung Quốc và tồn tại với rất nhiều biến thể, vị thần khai sáng là Bàn Cổ được miêu tả có đầu rồng, mình rắn, thở ra thành gió mưa, rít lên thành sấm chớp. Một số thần khác liên quan đến hình tượng rắn là thần Cộng Công (Cung Công) và Tướng Liễu. Thần Cộng Công là một vị thần ác khét tiếng, có mặt người mình rắn, tóc đỏ, ngu xuẩn nhưng lại hung bạo. Thần Cộng Công có một kẻ bộ hạ là thần Tướng Liễu, cũng mặt người mình rắn, có chín cái đầu, tính tình độc ác tham lam, nhìn chung phe của Cung Công đều tham lam.

#### Đông Nam Á

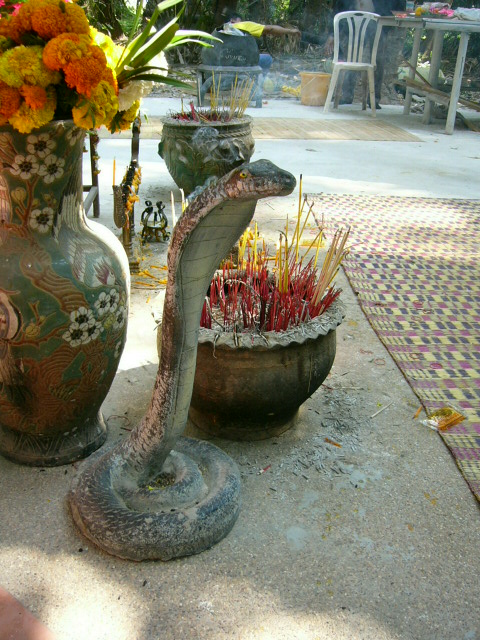
Tượng thờ thần rắn ở Wat Kham Chanot

Ở Đông Nam Á, tục thờ rắn cũng rất phổ biến. Trong nghệ thuật kiến trúc cũng như đời sống tâm linh của dân tộc Khmer hay các bộ tộc Lào thì rắn lại được tôn vinh như những đấng Thần linh. Rắn Thần Naga một đầu hoặc bảy đầu thường thấy ở các công trình kiến trúc chùa chiềng. Ở Thái Lan, có những ngôi làng rắn ngày càng trở nên thân thiện với con người. Với người Thái Lan, rắn là hồn của âm vật, là thần mẹ. Trong văn hóa tâm linh, rắn là vật linh thiêng, mang lại may mắn cho con người, vì thế ở đền thờ Thái Lan có rất nhiều đền thờ rắn. Rắn trong đền thờ ở Thái Lan với hình ảnh rắn trên bậc thang cũng thường thấy.
Trong tín ngưỡng dân gian của người Campuchia, họ thờ cúng thần rắn Naga, Naga có vai trò rất quan trọng, phổ biến trong tín ngưỡng ở Campuchia. Naga không đơn thuần là một vị thần tối thiêng mà còn đồng nghĩa với tính liên tục của lịch sử đất nước này. Họ thờ cúng một cách phổ biến thần đất và thần nước. Biểu tượng của những sức mạnh thiên nhiên, những sức mạnh có ảnh hưởng đến cuộc sống của người dân trên đất nước này là một con rắn chín đầu gọi là Naga.
Người Khmer vốn có tín ngưỡng thờ rắn Naga chín đầu. Rắn chín đầu là biểu tượng cho thần đất và thần nước. Sau này, do ảnh hưởng của đạo Bà la môn, rắn còn mang biểu tượng nguồn gốc các vị vua lập quốc.Vì thế, các vị vua Khmer thường cho xây dựng các cung điện và đền thờ lớn bằng đá, mà rắn Naga được xem là vị thần canh giữ, chúng xuất hiện trên cầu thang, các lối đi, trên ngưỡng cửa hoặc trên các mái tháp để xua đuổi tà ma.Trong kiến trúc nhiều ngôi đền cổ của người Khmer, hình ảnh cầu vồng và rắn Naga tượng trưng cho cầu nối giữa trần gian và cõi Niết bàn.
Co đền thờ rắn thuộc tỉnh Sungai Kluang trên đảo Penang của Mã Lai, là ngôi đền thờ được xây dựng là nơi tập trung của rất nhiều loài rắn độc, từ hổ mang cho đến rắn lục với những con rắn đủ loại bám trên các xà nhà, đậu trên cây hay trong các bàn thờ, tượng, các bậu cửa, bình hoa. Theo truyền thuyết, ban đầu đền thờ này chỉ là một am nhỏ do một nhà sư xây dựng. Sau đó nơi đây có rất nhiều loài rắn lục về cư ngụ bởi không khí ẩm ướt và cũng có rất nhiều đồ ăn được dâng cúng. Người Malaysia tin rằng, loài rắn có mặt ở đền là để bảo vệ, giữ gìn sự tôn nghiêm. Các loài rắn ở đây đều có độc nhưng chưa ghi nhận một trường hợp nào bị rắn cắn, dù có người đã mạo hiểm sờ vào rắn.

##### Việt Nam
Rắn là hình tượng khá quen thuộc trong đời sống văn hóa, rắn là một hình tượng phổ biến và có sức ám ảnh mạnh mẽ, phổ biến nhất của người Việt ở đồng bằng sông Hồng. Tục thờ rắn là một tín ngưỡng nguyên thủy của người Việt cổ với hai ý nghĩa chính là tục thờ thủy thần. Tục thờ này mang ý niệm về sông nước của cư dân làm nông nghiệp. Trong văn hoá dân gian Việt Nam, rắn không được xem là biểu tượng gắn với tôn giáo, trừ trường hợp Phật giáo của người Khmer sống ở Nam Bộ và người Champa cổ.